# Ba Bể (huyện)
Ba Bể là một huyện cũ từng thuộc tỉnh Bắc Kạn, Việt Nam.

## Địa lý
Huyện Ba Bể nằm ở phía tây bắc tỉnh Bắc Kạn, có vị trí địa lý:
- Phía đông giáp huyện Ngân Sơn
- Phía tây giáp huyện Chợ Đồn và huyện Na Hang, tỉnh Tuyên Quang
- Phía nam giáp huyện Bạch Thông
- Phía bắc giáp huyện Pác Nặm và huyện Nguyên Bình, tỉnh Cao Bằng.

Huyện Ba Bể có diện tích 678 km², dân số năm 2004 là 47.000 người. Huyện lỵ là thị trấn Chợ Rã nằm trên quốc lộ 279, cách thành phố Bắc Kạn khoảng 50 km về hướng tây bắc.
Ngoài trục đường chính là quốc lộ 279, huyện còn có một số con đường như tỉnh lộ 254 đi về huyện Chợ Đồn, tỉnh lộ 201 đi về huyện Bạch Thông ở phía nam và đường liên tỉnh 212 sang Cao Bằng ở phía bắc.

## Hành chính
Huyện Ba Bể có 15 đơn vị hành chính cấp xã trực thuộc, bao gồm thị trấn Chợ Rã (huyện lỵ) và 14 xã: Bành Trạch, Cao Thượng, Chu Hương, Địa Linh, Đồng Phúc, Hà Hiệu, Hoàng Trĩ, Khang Ninh, Mỹ Phương, Nam Mẫu, Phúc Lộc, Quảng Khê, Thượng Giáo, Yến Dương.

## Lịch sử
Dưới thời nhà Nguyễn, địa bàn huyện Ba Bể hiện nay thuộc tỉnh Thái Nguyên. Vào năm 1900, toàn quyền Đông Dương ra nghị định tách một phần đất của tỉnh Thái Nguyên để thành lập tỉnh Bắc Kạn, huyện Ba Bể lúc này là một phần châu Chợ Rã thuộc tỉnh Bắc Kạn.
Ngày 25 tháng 3 năm 1948, Chủ tịch Chính phủ Việt Nam Dân chủ Cộng hòa ra Sắc lệnh số 148-SL, bãi bỏ các danh từ, phủ, châu, quận để thống nhất gọi là huyện. Châu Chợ Rã được gọi là huyện Chợ Rã.
Ngày 12 tháng 5 năm 1964, Bộ Nội vụ ban hành Quyết định số 150-NV. Theo đó:
- Đổi tên xã Thượng Minh thành xã Chu Hương
- Đổi tên xã Tân Dân thành xã Yến Dương
- Đổi tên xã Quảng Thành thành xã Địa Linh
- Đổi tên xã Hưng Đạo thành xã Hà Hiệu
- Đổi tên xã Minh Phúc thành xã Phúc Lộc
- Đổi tên xã Việt Hùng thành xã Cao Trĩ
- Đổi tên xã Thạch Sơn thành xã Nghiên Loan
- Đổi tên xã Việt Xô thành xã Giáo Hiệu
- Đổi tên xã Việt Hoa thành xã Nhạn Môn
- Đổi tên xã Hùng Cường thành xã Bằng Thành
- Đổi tên xã Đại Đồng thành xã Bộc Bố
- Đổi tên xã Hưng Thịnh thành xã Công Bằng
- Đổi tên xã Liên Minh thành xã Xuân La
- Đổi tên xã Mẫu Ninh thành xã Khang Ninh
- Đổi tên xã Văn Y thành xã An Thắng.

Ngày 29 tháng 12 năm 1964, Bộ Nội vụ ban hành Quyết định số 341-NV chia xã Khang Ninh thành hai xã Khang Ninh và Nam Mẫu, đồng thời sáp nhập xóm Pác Ngoi của xã Quảng Khê vào xã Nam Mẫu.
Ngày 21 tháng 4 năm 1965, tỉnh Bắc Kạn sáp nhập với tỉnh Thái Nguyên thành tỉnh Bắc Thái, huyện Chợ Rã thuộc tỉnh Bắc Thái, bao gồm thị trấn Chợ Rã và 25 xã: An Thắng, Bằng Thành, Bành Trạch, Bộc Bố, Cao Tân, Cao Thượng, Cao Trĩ, Chu Hương, Cổ Linh, Công Bằng, Địa Linh, Đồng Phúc, Giáo Hiệu, Hà Hiệu, Hoàng Trĩ, Khang Ninh, Mỹ Phương, Nam Mẫu, Nghiên Loan, Nhạn Môn, Phúc Lộc, Quảng Khê, Thượng Giáo, Xuân La, Yến Dương.
Ngày 29 tháng 12 năm 1978, huyện Chợ Rã được sáp nhập vào tỉnh Cao Bằng vừa tái lập.
Ngày 6 tháng 11 năm 1984, Hội đồng Bộ trưởng ban hành Quyết định số 144-HĐBT đổi tên huyện Chợ Rã thành huyện Ba Bể.
Ngày 6 tháng 11 năm 1996, huyện Ba Bể được chuyển trở lại tỉnh Bắc Kạn vừa được tái lập.
Ngày 28 tháng 5 năm 2003, Chính phủ ban hành Nghị định số 56/2003/NĐ-CP. Theo đó, tách 10 xã: An Thắng, Bằng Thành, Bộc Bố, Cao Tân, Cổ Linh, Công Bằng, Giáo Hiệu, Nghiên Loan, Nhạn Môn và Xuân La để thành lập huyện Pác Nặm.
Huyện Ba Bể còn lại thị trấn Chợ Rã và 15 xã: Bành Trạch, Cao Thượng, Cao Trĩ, Chu Hương, Địa Linh, Đồng Phúc, Hà Hiệu, Hoàng Trĩ, Khang Ninh, Mỹ Phương, Nam Mẫu, Phúc Lộc, Quảng Khê, Thượng Giáo, Yến Dương.
Ngày 1 tháng 2 năm 2020, sáp nhập toàn bộ diện tích và dân số của xã Cao Trĩ vào xã Thượng Giáo.
Huyện Ba Bể có 1 thị trấn và 14 xã như hiện nay.

## Địa lý

### Địa hình
Ba Bể có dện tích đất rộng lớn, trong đó đất lâm nghiệp chiến 80%, đất nông nghiệp chiếm 10%. Địa hình Ba Bể hiểm trở, hình thù kỳ thú do có những dãy núi cao xen lẫn những khối núi đá vôi . Núi đá, núi đất chiếm phần lớn diện tích. Đặc trưng là dãy núi Phja Bjooc được gọi nhà mái nhà của 3 huyện Ba Bể, Chợ Đồn, Bạch Thông với độ cao 1.578m
Về sông, Ba Bể có nhiều sông suối với lòng sâu, nổi bật là 2 con sông chảy qua đó là Sông Năng và Sông Chợ Lùng. Sông Năng bắt nguồn từ dãy núi cao Phja Giạ ( thuộc huyện Bảo Lạc, tỉnh Cao Bằng), sông Chợ Nùng bắt nguồn từ phía Nam huyện Ba Bể theo hướng Đông Nam - Tây Bắc. Đường thuỷ sông Năng phối hợp với các đường bộ tạo nên hệ thống giao thông tương đối thuận lợi thông thương giữa các huyện Ba Bể, huyện Chợ Đồn, Na Hang (Tuyên Quang). Cũng nhờ hệ thống sống được phối hợp thông minh với hệ thống đương bộ nên giao thông thúc đẩy cho giao thương giữa các huyện Ba Bể, huyện Chợ Đồn, Nan Hang (Tuyên Hoang). Cũng chính từ ự bồi đắp của các con sông, suối đã tạo cho Ba Bể những bồn địa, những thung lũng lòng máng, lòng chảo, đất đai màu mỡ.
Về hồ, Ba Bể nổi tiếng với Hồ Ba Bể, hồ nước ngọt tự nhiên lớn nhất Việt Nam nằm ở độ cao khoảng 145m so với mực nước biển, Hồ Ba Bể (tỉnh Bắc Kạn) được Hội nghị Hồ nước ngọt thế giới tổ chức tại Mỹ công nhận là một trong 20 hồ nước ngọt đặc biệt của thế giới cần được bảo vệ.

### Khí hậu
Nhiệt độ trung bình năm từ 21oC – 23oC mùa đông thường xuất hiện sương muối băng giá hoặc có những đợt mưa phùn, gió bấc kéo dài Mùa mưa nhiều xã ven sông Năng thường bị ngập lụt. Ba Bể mang kiểu khí hậu nhệt đới gió mùa với nhiệt độ trung bình năm từ 21 độ đến 23 độ. Mùa đông khi hậu có phần khắc nghiệt với sương muối, băng giá, mưa phùn và gió bấc kéo dài. Mưa mưa gây ra ngập lụt ở một số xã ven sống Năng .

### Tài nguyên thiên nhiên
Các loại khoáng sản có ở Ba Bể đó là: vàng sa khoáng, khoáng sắt và sắt - mangan, đá hoa (biến chất từ đá vôi).
Về trồng trọt, người dân Ba Bể trồng nhiều lọa cây thương phẩm đem lạ giá trị kinh tế cao như: hồng không hạt,, hoa Lily, ngô, đậu tương, trúc. Ngoài ra, khí hậu và địa hình ở đây còn thích hợp cho việc trồng lúa, các loại rau, ngô, và các loại cây công nghiệp - cây ăn quả như mía, bông, cam, quýt, chuối.
Về chăn nuôi, ở đây người dân phần lớn chăn nuôi đại gia súc như trâu, dê, bò, một vài loại chim muông, thú rừng như công, trĩ, nai, khỉ.
Bên cạnh đó, những khi rừng có nhiều gỗ quý (đinh, lim, nghiến, táu...) cùng nhiều cây dược liệu. Nổi bật là Vườn Quốc gia Ba Bể - di sản thiên nhiên quý giá với hệ thống rừng nguyên sinh trên núi đá vôi với 417 loài thực vật và 299 loài động vật có xương sống. Nơi đây bảo tồn nhiều loài động vật quý hiếm như phượng hoàng đất, gà lôi, vọc mũi hếch... cùng 49 loài cá nước ngọt quý hiếm như cá chép kính, cá rầm xanh, cá chiên...
Với cảnh quan đặc biệt, Ba Bể còn là điểm du lịch thu hút khách thăm quan - những người yêu thích cảnh vật hoang sơ của núi rừng Tây Bắc.

## Thành tựu & Giải thưởng
- Xếp hạng cấp tỉnh di tích lịch sử Cốc Lùng thôn Bản Hon, xã Bành Trạch, huyện Ba Bể (là nơi Bác Hồ dừng chân trong hành trình từ Pác Bó đến Tân Trào để lãnh đạo Tổng khởi nghĩa giành chính quyền Cách mạng Tháng 8-1945).
- Công nhận Vườn di sản Asean vào năm 2004 cho Vườn quốc gia Ba Bể (2004)[15]
- UNESCO công nhận là Khu Ramsar thứ 3 của Việt Nam (2011).
- Xếp hạng di tích quốc gia đặc biệt cho hồ Ba Bể (Tháng 9//2012)[16]

## Du lịch
- Hồ Ba Bể nằm ở phía tây huyện, thuộc khu vực Vườn quốc gia Ba Bể
- Động Hua Mạ là một thắng cảnh thuộc khu vực vườn quốc gia Ba Bể. Động nằm bên dòng sông Lèng và thuộc bản Pắc Ngòi, xã Quảng Khê huyện Ba Bể. Động Hua Mạ nằm ở lưng chừng ngọn núi Cô Đơn nằm giữa khu Lèo Pèn (Rừng Ma) cây cối xanh rì, rậm rạp. Động Hua Mạ ăn sâu vào lòng núi theo hướng Đông - Nam quanh năm u tịch và được người dân bản địa gọi là hang Lèo Pèn [17].
- Động Puông là thắng cảnh thuộc khu vực Vườn quốc gia Ba Bể, là đoạn sông Năng chảy xuyên qua núi đá vôi Lũng Nham, thuộc huyện Ba Bể, cách trung tâm thị trấn Chợ Rã khoảng 5 km [18].